# マツダ・AZ-ワゴン
AZ-ワゴン（AZ-WAGON）は、マツダが販売していた軽トールワゴンである。

## 概要
スズキ・ワゴンRのOEM車種。ラインナップは基本的に同一で、ドレスアップモデルの「カスタムスタイル」（スズキ・ワゴンRスティングレー相当）も設定していた。
1989年にスズキからOEM供給を受けて、軽自動車市場に再参入したマツダが軽商用車のスクラムや乗用車のキャロルに続いて販売した。

## 初代 CY21S/CZ21S/CY51S/CZ51S型（1994年 - 1998年）
- 1994年（平成6年）9月 - マツダ・オートザムAZ-ワゴンとして発売。ワゴンRとの違いはバッジとホイールキャップのみ[1]。
  - グレードは、標準の「ZG」、上級の「ZX」、「ZG」の4WD仕様車である「ZG-4」の3タイプでスタート。

- 1995年（平成7年）10月 - 「ZTターボ」を追加し、4WD車を「ZG-4S」に変更。
  - さらにターボ仕様の4WD車「ZGターボ」も追加[1]。
  - ターボモデルの追加設定などは、ワゴンRに準じて行われた[1]。

- 1997年（平成9年）5月 - マイナーチェンジ。フロントグリルなどを刷新し、マツダ・AZ-ワゴンに改名[1]。
  - 同時に、5ドアモデルの「FX」「FTターボを追加したほか、K6A型エンジンを搭載した「ZSターボ」が設定された[1]。

- 1998年 (平成10年) 
  - 9月[2] - 生産終了。在庫対応分のみの販売となる。
  - 10月 - 新規格に対応した2代目と入れ替わる形で販売終了。

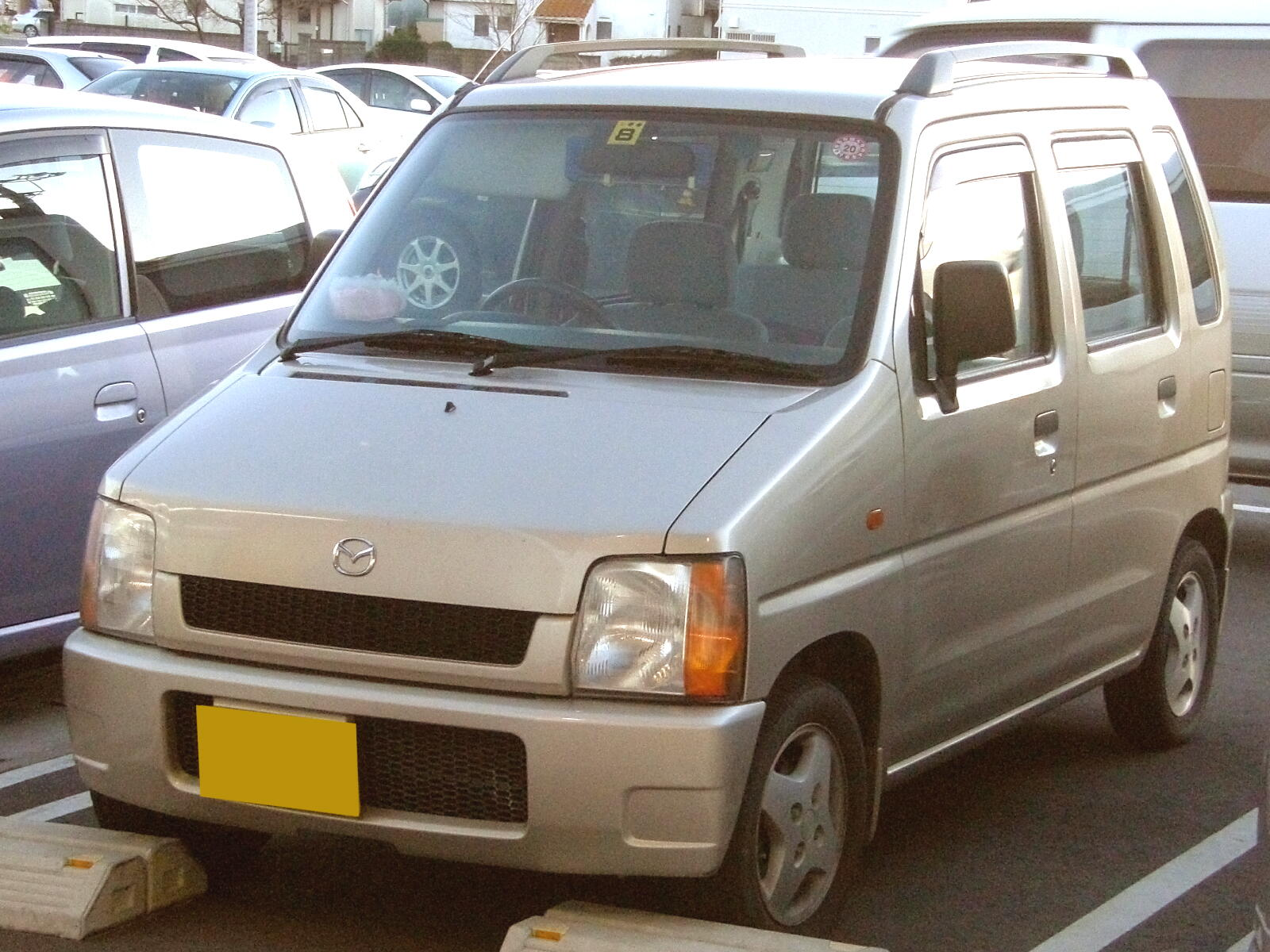
後期型

## 2代目 MD11S/MD12S/MD21S/MD22S型（1998年 - 2003年）
- 1998年10月 - 軽自動車規格改正と共にフルモデルチェンジ。エンジンのラインナップ、グレード構成も基本的にはワゴンRと同じだが、4ドアボディとCVTが用意されず、商用の「Rc」も設定されなかった[3]。
  - ワゴンRとの外観の差は、基本的にバッジの違いだけで、2車を見分けるのは難しかった[3]。

- 1999年10月15日-マイナーチェンジ。外内装の変更により、質感が向上。「FX」のエンジンが可変バルブタイミング機構を用いたVVTとなり、高出力と低燃費を実現。MT車全車にはクラッチスタートシステムが新たに装備された。また、従来の「FG」に代わって、低価格グレードの「FM」を追加。「FX-T」はこれまでの3AT車/5MT車から4AT車に変更。「RR-Fターボ」にはコラム4AT車を追加。

- 2000年
  - 2月 - 「RR-Fターボ」をベースに、アルミホイールや専用グリル、2DINサイズのCDプレイヤーを装備しながら、ベース車よりも求めやすい価格に設定した特別仕様車「RR-FSターボ ポッパー」を発売。
  - 5月 - 仕様変更。「FX-T」は「FX-TL」に名称変更。「FM」に3AT車と5MT車が追加され、「FX」を廃止。「RR-Fターボ」の5MT車を廃止し、「RR-FLターボ」を追加。
  - 6月 - 「FM」と「FX-TL」をベースに、エアロパーツを装備して、スポーティな外観とし、2DINサイズのMD・CD付カセットを装備した特別仕様車「FM FUN2エディション」、「FX-TL FUN2エディション」を発売。
  - 12月 - マイナーチェンジ。フロントグリルがマツダのアイデンティティである5角形の「ファイブポイントグリルへと変更され、以後は、これがワゴンRとの大きな識別点となった[3]。

- 2001年
  - 2月 - 充実装備ながらお求めやすい価格に設定した特別仕様車「FM-G」、エアロパーツと2DINサイズの上級オーディオも装備した特別仕様車「FM-TX」の2グレードを発売。
  - 7月、マツダオートザム12周年を記念し、2DINサイズのMD・CDオーディオ、運転席・助手席エアバッグなどを装備ながら、97.8万円（2WD・5MT車）からのお求めやすい価格に設定した特別仕様車「FM-Gリミテッド」を発売。
  - 11月 - 一部改良。特別仕様車として発売していた「FM-G」がカタロググレードに昇格。アルミホイールのメタリック塗装やディスチャージヘッドランプ、2DINサイズのオーディオを装備した「RR-Z」を追加するとともに、従来のRRラインは「RR」に一本化。また、「FM-X」と「FM-T」は「FZ」と「FZ-T」に改名し、「FZ-T」にはDOHC Mターボエンジンが搭載された。この変更により「FM」が廃止される。（また、この一部変更で、全グレードがMD22型となり、F6A型エンジン並びに3AT仕様が廃止された。）

- 2002年
  - 4月 - 2WD・4AT車の「FM-G」、「FZ」を仕様変更。
  - 9月 - 一部改良。運転席まわりやリヤシートを改良し、操作性・快適性を向上。「FM-G」の2WD・5MT車は「超-低排出ガス（☆☆☆）」認定を受けた。また、「FM-G」にDOHC Mターボエンジンを搭載した新グレード「FM-Gターボ」を追加。

- 2003年
  - 4月 - 83万円（2WD・5MT車）からのお買い得グレード「FM-A」を追加。
  - 9月[5] - 生産終了。在庫対応分のみの販売となる。
  - 10月 - 3代目と入れ替わって販売終了。

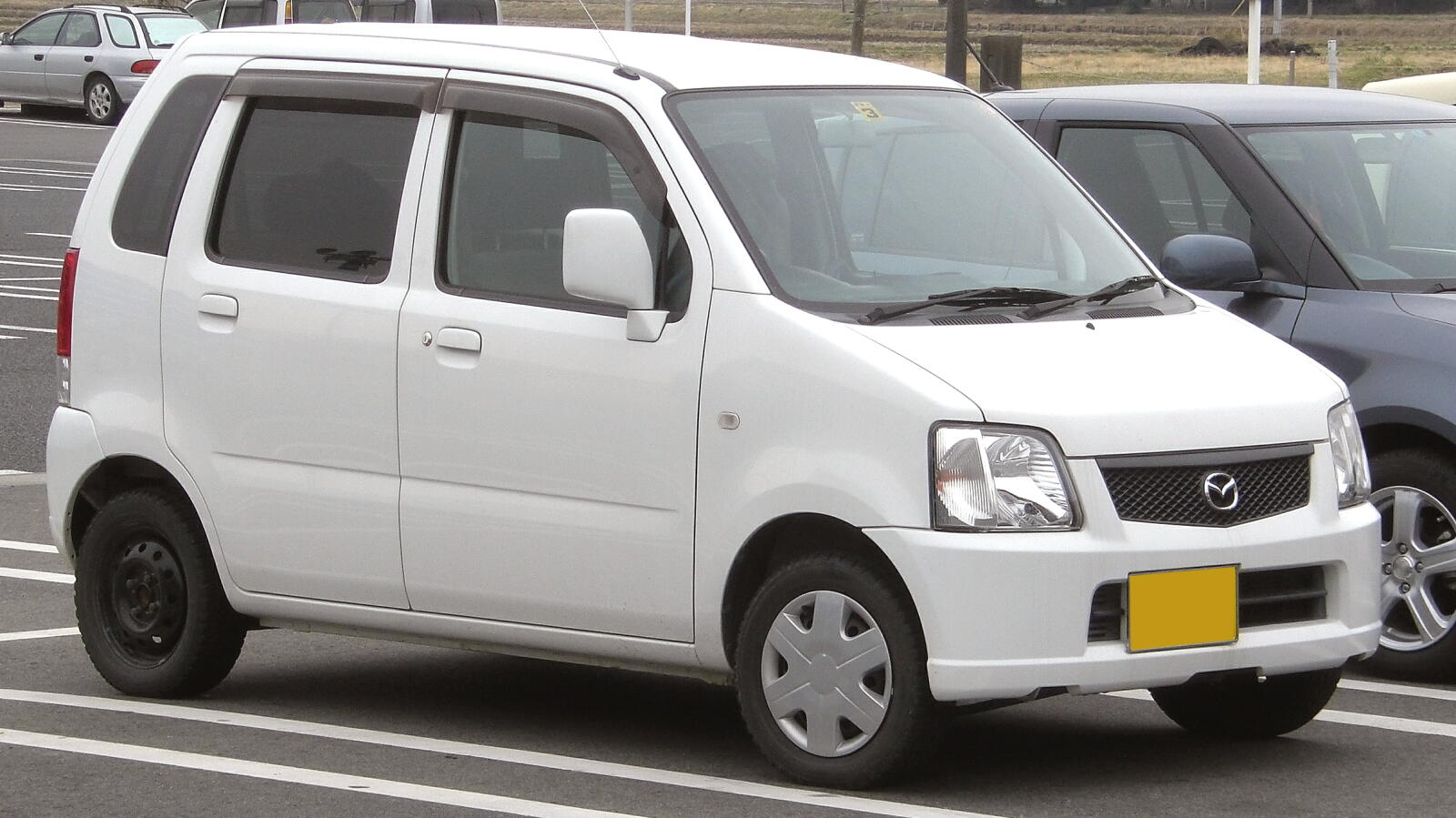
後期型

## 3代目 MJ21S/MJ22S型（2003年 - 2008年）
2003年（平成15年）10月8日 - フルモデルチェンジ。ワゴンRとの違いはこの時期のマツダ特有のペンタゴングリルと専用デザインのリアコンビランプ（3代目から、RRを除く）が与えられている。ハザードランプとバックランプの形が円になっている。グレード体系が変更となり、「FA」・「FX」・「FT」・「FS」・「RR」・「RR-DI」の6グレードに。「RR-DI」はDOHC 直噴ターボエンジンを搭載する。全車コラムオートマ。
2004年（平成16年）2月2日 - 「FX」をベースにエアロパーツやアルミホイールなどを装着し、よりスポーティーな外観とした特別仕様車「FX-Special」を発売。
2004年（平成16年）4月 - 仕様変更。
2004年7月13日 - 「FT」をベースにエアロパーツを装備し、よりスポーティーな外観とした特別仕様車「FT-Special」を発売。同時に仕様変更を行い、「FS」を廃止。
2004年（平成16年）12月20日 - 一部改良。「RR-DI」を除くシート表皮の変更など、インテリアを一部変更。特別仕様車として販売されていた「FX-Special」と「FT-Special」はメッキ仕様のフロントグリルやブルーリフレクター内蔵ヘッドランプなどの新たな装備を加え、「FX-Sスペシャル」、「FT-Sスペシャル」に改名し、カタロググレードに昇格。さらに、全車室内のドアハンドル回りのデザイン変更を行い、リモコンドアロックが標準では装備されない「FA」除くグレードの室内側のドアハンドルをメッキ化。また、「RR」を廃止。
2005年（平成17年）9月15日 - 一部改良。一部グレードで内外装を変更。法改正によりヘッドランプのマニュアルレベリング機構を標準装備。また、ターボ車の「FT」、「FT-Sスペシャル」が「平成17年排出ガス基準50 %低減レベル（☆☆☆）」認定を取得、本車両はマイナーチェンジされず継続販売。
2007年（平成19年）2月23日 - 「ワゴンRスティングレー」のOEMモデル「カスタムスタイル」を追加。グレードは「X」と「DI」の2グレードで、スティングレーのボディカラーの内「スパークブラックパール」は設定されなかった。
2007年（平成19年）5月29日 - 一部改良。一部グレードでシート・ドアトリム表皮の変更を行い、「FX-Sスペシャル」、「FT-Sスペシャル」にはアドバンストキーレスエントリー&スタートシステムが装備された。また、ノーマルタイプの「FT」と「RR-DI」を廃止し、「カスタムスタイル」にターボエンジン搭載の「T」を追加。
2008年8月、生産終了。在庫対応分のみの販売となる。
2008年9月、4代目とバトンタッチして販売終了。

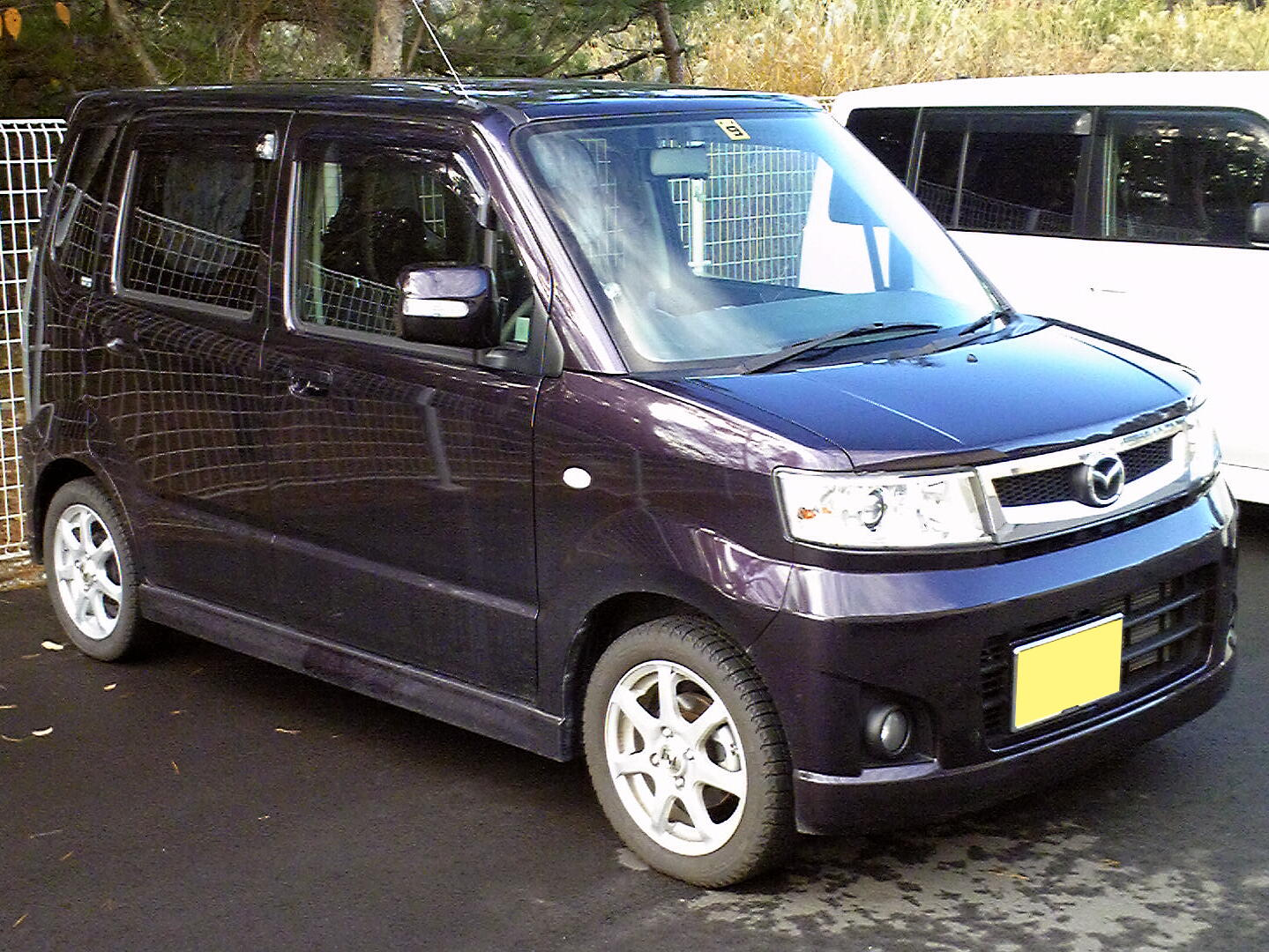
カスタムスタイル（2007年 - 2008年）
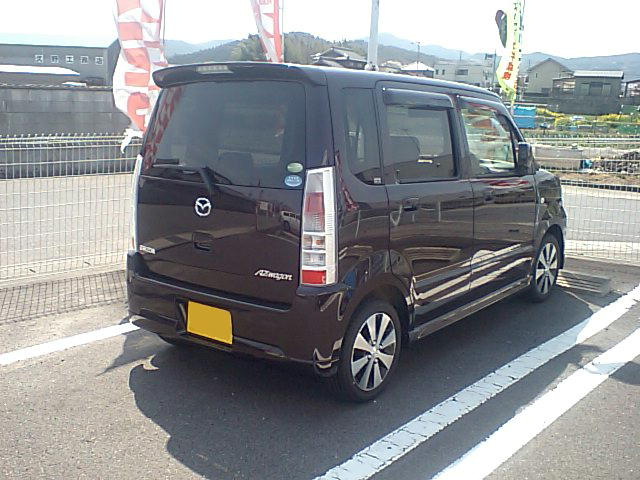
カスタムスタイル・リア（3代目）
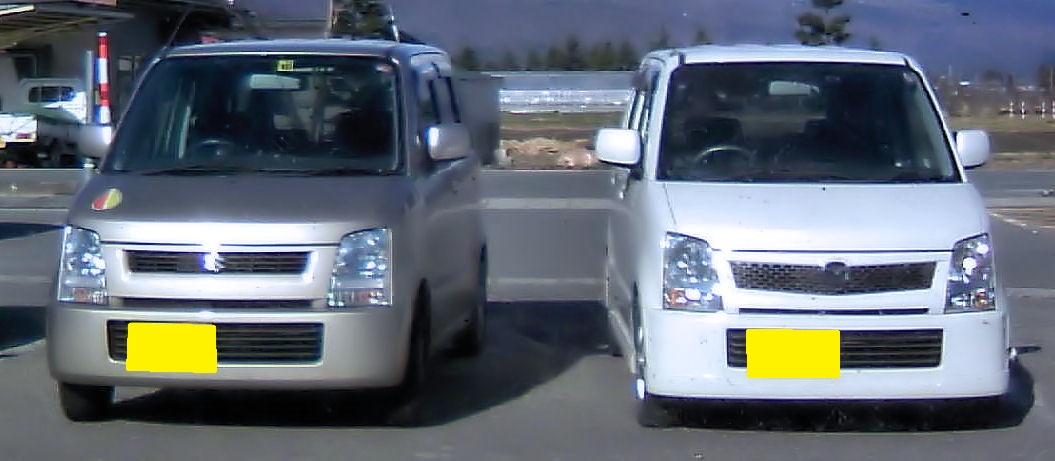
3代目初期型ワゴンR標準車との比較

## 4代目 MJ23S型（2008年 - 2012年）
2008年（平成20年）9月29日 - フルモデルチェンジ。ワゴンRとの違いはペンタゴングリルと専用のフロントバンパー（ロワグリルも五角形）が与えられている程度でほかはワゴンRと共通である。グレードは標準車が「XF」・「XG」・「XS」・「XT」の4グレード、「カスタムスタイル」が「XS」・「XT」・「XT-L」の3グレードとなった。なお、この代からターボ車（XT、カスタムスタイルXT、カスタムスタイルXT-L）と「カスタムスタイルXS」にCVTが搭載された。「カスタムスタイルXS」には4AT車も用意されている。なお、この時点でターボ車を除く標準車にはCVT車の設定が無かった。また、廉価グレードの「XF」は2WD・4ATのみの設定である。（ワゴンRの廉価グレードである「FA」では、5MT車（2WD/4WD）や4AT・4WD車も設定されている）
2009年（平成21年）6月5日 - 「XS」をベースに、LEDサイドターンランプ付ドアミラー、フルオートエアコン、本革巻ステアリングホイール、タコメーター付き自発光式メーターパネル（カスタムスタイルと同一品）、シートリフター＆チルトステアリング等を装備し、質感や快適性を向上した特別仕様車「XSスペシャル」を発売（特別装備の内容は同年5月に発売されたワゴンRの「FXリミテッドII」とほぼ同等である）。なお、「XSスペシャル」の2WD車には4AT車と共に、CVT車が設定された。
2009年（平成21年）10月 - 仕様変更。標準車の「XF」・「XS」・「XT」を廃止する替わりに、特別仕様車として発売していた「XSスペシャル」をカタロググレードに格上げした（同時に4WD車をCVTに変更）。「カスタムスタイル」は「XS」の4WD・4AT車を廃止。また、ボディカラーの整理も行われ、「クリアベージュメタリック（ノーマルタイプ専用）」と「クラッシーレッドパール（「カスタムスタイル」専用）」を廃止した。
2010年（平成22年）8月23日 - 一部改良。CVT車（「XSスペシャル」・「カスタムスタイルXS」）は6代目マツダ・キャロルにも採用されている副変速機構付CVTに変更され、加速性能と燃費性能を向上。これにより、4WD・CVT車において、既に適合している環境対応車普及促進税制における自動車取得税・自動車重量税の減税額を75 %に引き上げた。また、5MT車を除く全車にエコドライブインジケーターを追加し、シート表皮とドアトリムのデザインを変更。「XG」にはボディカラーに「アクアベールブルーパールメタリック」（カラーコード：ZPS）を追加。「カスタムスタイルXT」も副変速機構付CVTに変更して加速性能を向上させ、15インチタイヤ&アルミホイールを採用すると共に、オーディオレス化。また、2WD車は「平成17年排出ガス基準75 %低減レベル（☆☆☆☆）」を取得し、新たに環境対応車普及促進税制に適合した。なお、グレード体系が一部見直され、「カスタムスタイルXT-L」を廃止、「カスタムスタイルXS」はCVTのみの設定となった。
2011年（平成23年）12月21日、特別仕様車「XSリミテッド」・「カスタムスタイルXSリミテッド」を発売。「XSスペシャル」・「カスタムスタイルXS」をベースに、ヘッドランプ内部をブラックメッキに変更し、セーレンの「ラックススエード」を採用したシート表皮、ブルーステッチ付専用本革巻ステアリングホイール、リモート格納ミラー、運転席シートヒーター（2WD車のみ、4WD車はベース車に標準装備）を装備し、オーディオレス化。さらに、前者はディスチャージヘッドランプ（ロービーム、オートレベリング機構付）、ルーフアンテナ、ガンメタリック塗装の14インチアルミホイール、アームレストボックスも装備し、インパネやドア内側をブラックで統一。後者はドアミラーLEDサイドターンランプと15インチアルミホイールも装備し、インパネ・フロントドアトリム・フロントスピーカーにブルーイルミネーションを施した。
2012年（平成24年）11月、オーダーストップに伴い生産終了。在庫対応分のみの販売となる。
2012年12月 - 最後まで残った流通在庫分が完売し、販売終了。OEM元のワゴンRのフルモデルチェンジに伴い、マツダが販売するOEM車種もフルモデルチェンジされた際、車名をフレアに変更し、AZ-ワゴンの車名は18年の歴史に幕を降ろした（エアロシリーズの名称「カスタムスタイル」は継承）。

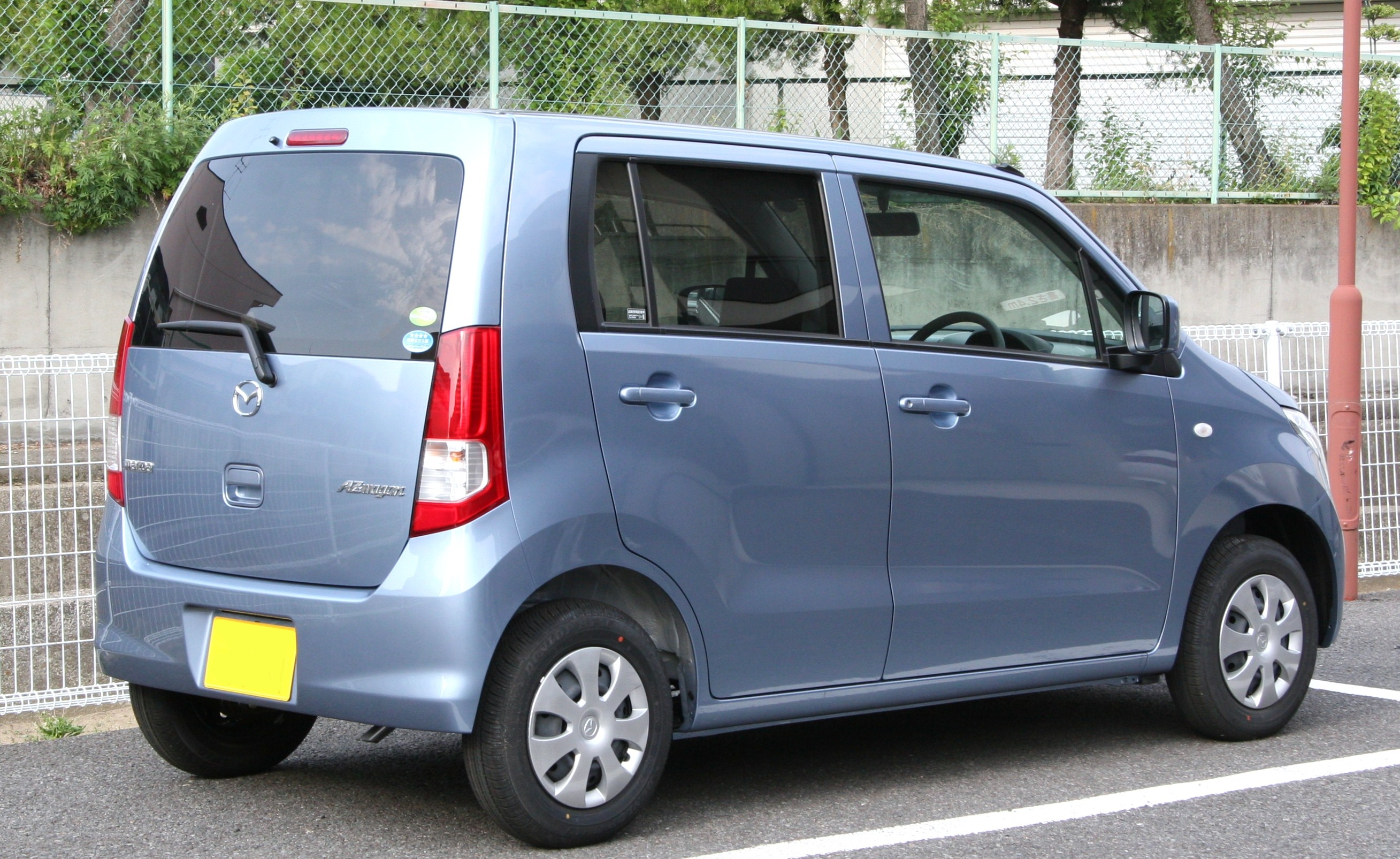
XG リア
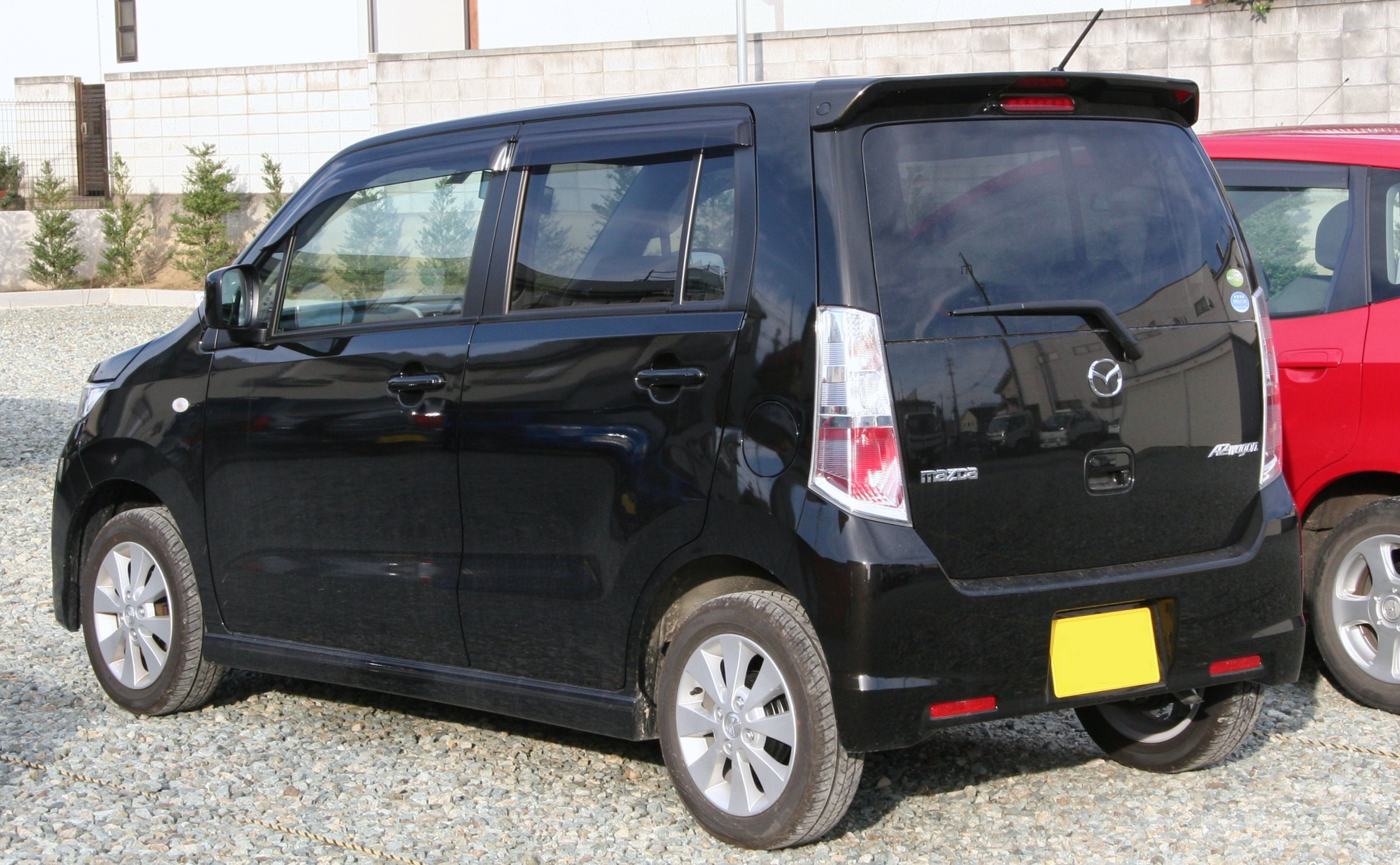
カスタムスタイルXS リア
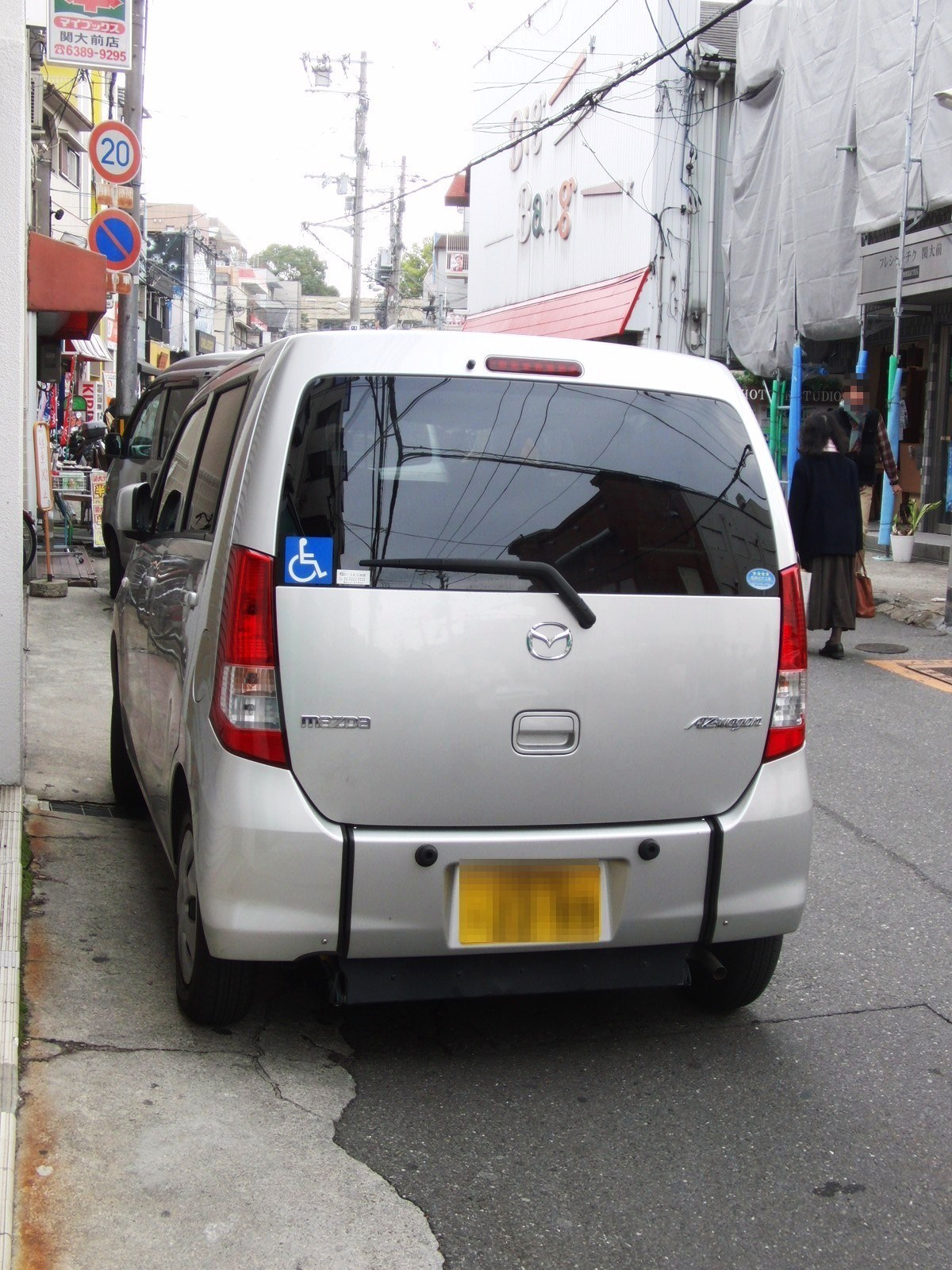
車いす仕様車
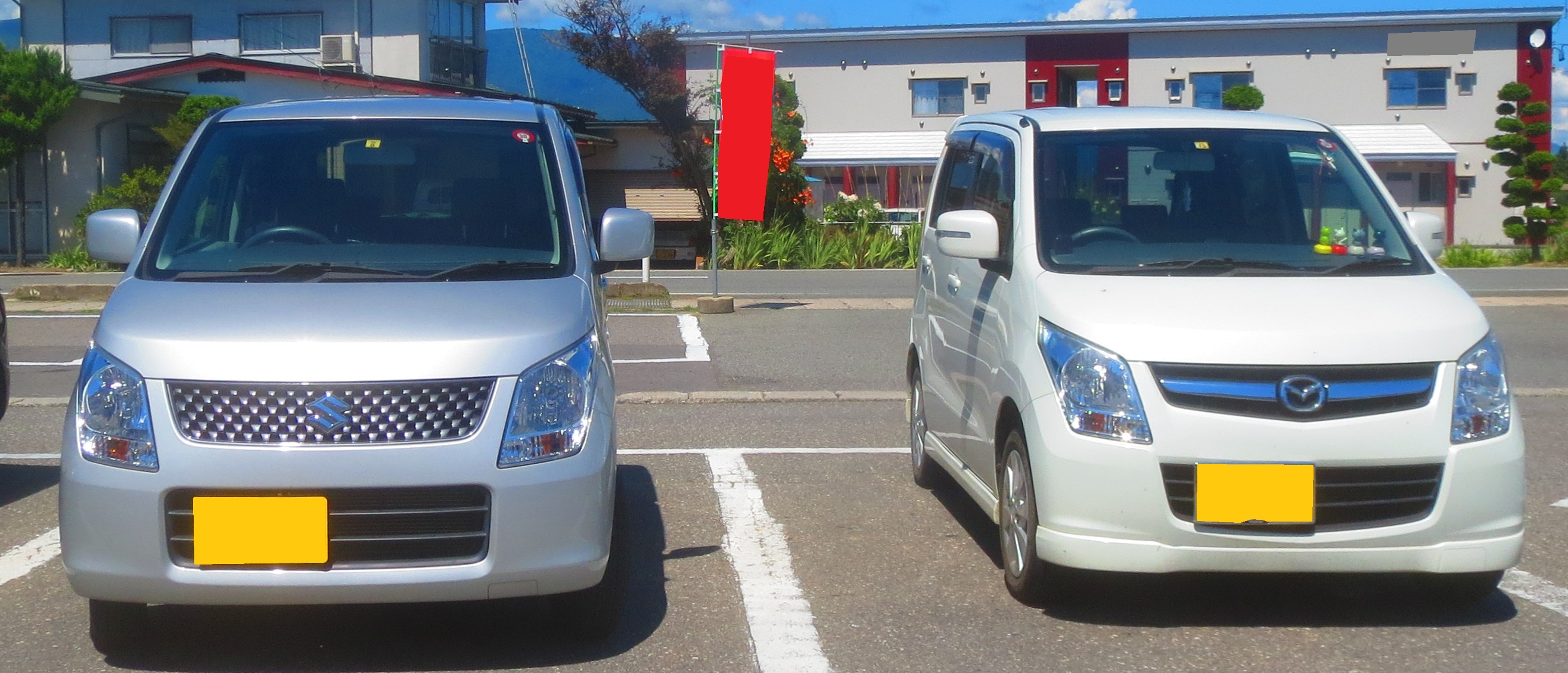
ワゴンRとの比較

## 車名の由来
- AZは、マツダのディーラー網のひとつであるオートザムの略。

## スズキ・ワゴンRとの相違点

### AZ-ワゴン
2代目
- スズキ・ワゴンR（後期タイプ）のグリルの部分が上部メッキ付きブラックグリルからペンタゴングリルに変更。
- フロントバンパーの部分は吹き抜けになっている部分が長角形から左上右上部分の丸みの長角形に変更。

3代目
- ヘッドライトのハザードランプとスモールランプの部分が長角形から円型に変更。
- グリルの部分の長角形からペンタゴンに変更。
- リヤコンビランプのハザードランプとバックランプの部分の形は四角から円型に変更。

4代目
- グリルの部分はペンタゴングリルに変更。
- フロントバンパーの部分は吹き抜けになっている部分が五角形に変更。

### AZ-ワゴン カスタムスタイル
初代
- 「スズキ・ワゴンRスティングレー」（MH22S）のグリルの部分は横長のシースルーフロントグリルからメッキグリルに変更されている。

2代目
- フロントグリルの部分は横長のシースルーフロントグリルから横長のペンタゴン型シースルーフロントグリルに変更。
- フロントバンパーの部分は吹き抜けになっている部分が五角形に変更。
- フォグランプデザインは「マツダ・アテンザ」のデザインを変更。